# 쇼나이촌 (가가와현)
쇼나이촌(일본어: 荘内村)은 일본 가가와현 미토요군에 있던 촌이다. 현재의 미토요시에 해당한다.

## 역사
- 1890년 2월 15일 - 정촌제 시행에 수반해 미노군 쇼나이촌이 성립하였다.
- 1899년 3월 16일 - 군의 통합에 의해 미토요군이 되었다.
- 1955년 4월 1일 - 구 다쿠마정, 아와시마촌과 합병해 새로운 다쿠마정이 성립, 동일 쇼나이촌은 페지되었다.

## 참고 문헌
- 角川日本地名大辞典編纂委員会, 『角川日本地名大辞典 43 香川県』, 1985, 角川書店
- 四国新聞社 編『香川年鑑』 昭和30年、四国新聞社、高松市、1954年11月30日。doi:10.11501/3022103。 NCID BB10788678。OCLC 673819408。
- 楠原佑介 著、地名情報資料室 編『市町村名変遷辞典』東京堂出版、東京、1990年。doi:10.11501/12760487。ISBN 4490102801。 NCID BN05330777。OCLC 673338495。